# Grzegorz Jankowski (wojskowy)
Grzegorz Jankowski vel. Janaszczuk ps. „Łastiwka” (ukr. Григорій Янківський, ur. 8 marca 1914 w Cisowej, zm. 3 czerwca 1947 k. Leszczawy Górnej) – starszy sierżant Wojska Polskiego, chorąży UPA, dowódca sotni działającej na Pogórzu Przemyskim.
Przed wojną był zawodowym podoficerem Wojska Polskiego. W czasie wojny był komendantem posterunku Ukrainische Hilfpolizei w Olszanach. W 1943 roku zdezerterował wraz z obsadą posterunku tworząc sotnię UPA U-7. Większość ludzi tej sotni pochodziła z Cisowej. Przy tej sotni działała szkoła podoficerska UPA. Sotnia „Łastiwki” brała czynny udział w ukraińskim ludobójstwie na ludności polskiej, odznaczając się szczególnym okrucieństwem.
Zginął 3 czerwca 1947 podczas obławy przeprowadzonej przez oddziały Wojska Polskiego opodal miejscowości Leszczawa Górna, w trakcie okrążania doszło również do potyczki wojska z sotniami UPA „Burłaki” i „Kryłacz”. W trakcie walk zginęło wówczas 16 żołnierzy Wojska Polskiego.
We wsi Kałyniw na Ukrainie „Łastiwce” i jego poległym partyzantom wystawiono pomnik. 